# غورد هانيغان
غورد هانيغان هو لاعب هوكي الجليد كندي، ولد في 19 يناير 1929، وتوفي في 16 نوفمبر 1966.

## وصلات خارجية
- غورد هانيغان على موقع دوري الهوكي الوطني (الإنجليزية)
- غورد هانيغان على موقع قاعة مشاهير الهوكي (لاعب أن.إتش.أل) (الإنجليزية)
- غورد هانيغان على موقع EliteProspects.com (الإنجليزية)
- غورد هانيغان على موقع HockeyDB.com (الإنجليزية)
- غورد هانيغان على موقع Hockey-Reference.com (الإنجليزية)